# Semorinemab
Le semorinemab est un anticorps monoclonal thérapeutique, développé par AC Immune et Genentech. Il cible la protéine Tau, supposée responsable de la maladie d'Alzheimer.

## Historique
AC Immune a été créé en 2003. Elle a réussi à trouver des fonds en 2006 pour s'intéresser au crenezumab, qui devait s'attaquer à la plaque Bêta-amyloïde, mais les études concernant ce produit ont été partiellement abandonnées en 2019,. En parallèle, AC Immune a reçu des financements pour étudier semorinemab à partir de 2012.

## Mécanisme
La protéine Tau est attaquée en dehors des cellules.

## Essais cliniques
L'essai clinique de phase II intitulé Tauriel sur des patients atteints de Alzheimer a été arrêté en septembre 2020, l'efficacité du produit n'ayant pas pu être démontrée.
Un autre essai de phase II intitulé Lauriet a été mené sur 272 patients ayant des formes modérées de Alzheimer. Il a démontré une réduction de 43% du déclin cognitif des patients, comparé à celui des patients ayant reçu le placebo. La tolérabilité du produit a aussi été démontrée. Par contre, le déclin fonctionnel des patients n'a pas été ralenti.